# Aéroport régional de Lawton-Fort Sill
L'aéroport régional de Lawton-Fort Sill (Code AITA : LAW), est l'aéroport de Lawton en Oklahoma, aux États-Unis.